# Eduardo Romero Paz
Eduardo Romero Paz (? - Sevilla, 1900) fue un político español. Miembro del Partido Liberal, en las elecciones generales de 1886 fue elegido diputado al Congreso por la circunscripción electoral de Denia en la provincia de Alicante, con el apoyo de Joaquín Orduña. En las de 1891, sin embargo, fue derrotado, pero consiguió ser de nuevo elegido por la misma circunscripción en las elecciones de 1893 y 1898.